# Клауснитцер, Бернхард
Бернхард Клауснитцер  (нем. Bernhard Klausnitzer; 21 октября 1939, Баутцен) — немецкий энтомолог, специалист по экологии и систематике жесткокрылых

## Биография
Родился в Баутцене 21 октября 1938 года. Учился в Йенском университете (1958—1959) и Дрезденском техническом университете (1961—1966). Получил докторские степени по естественным (1969) и техническим (1974) наукам. С 1977 по 1991 год работал в Лейпцигском университета, в 1983 году получил звание профессора экологии и зоотаксономии. В 1992 году основал независимый Институт по экологии и энтомологии в Дрездене.

## Научная деятельность
Является специалистом по экологии и систематике жесткокрылых, главным образом семейств божьих коровок и трясинников, а также занимается изучением биоэкологических особенностей, фаунистики и использовании в биоиндикации водных и ксилобионтных жуков. Вторым направлением научной деятельности является экология города.
Клауснитцер является главным редактором журнала «Entomologische Nachrichten und Berichte» и членом редколлегий нескольких других журналов. Под его редакцией вышли справочник «Entomologische Nachrichten und Berichte» в двух томах и многотомное издание «Die Käfer Mitteleuropas».
Является членом и почётным членом нескольких энтомологических обществ. С 1994 года возглавляет Энтомофаунистическое общество (Entomofaunistische Gesellschaft e. V.).

## Публикации
- Klausnitzer B. Ergebnisse der Albanien-Expedition 1961 des Deutschen Entomologischen Institutes. 48. Beitrag. Coleoptera: Dascillidae, Eubriidae, Helodidae. (нем.) // Beiträge zur Entomologie = Contributions to Entomology. — 1966. — Bd. 16, H. 3—4. — S. 381–384. — ISSN 2511-6428. — doi:10.21248/contrib.entomol.16.3-4.381-384.
- Klausnitzer B. Ergebnisse der Albanien-Expedition 1961 des Deutschen Entomologischen Institutes. 74. Beitrag. Coleoptera: Nachtrag zum 48. Beitrag mit Beschreibung von zwei neuen Cyphon-Arten (Dascillidae, Helodidae). (нем.) // Beiträge zur Entomologie = Contributions to Entomology. — 1969. — Bd. 19, H. 7—8. — S. 839–842. — ISSN 2511-6428. — doi:10.21248/contrib.entomol.19.7-8.839-842.
- Klausnitzer B., Pospisil P. Larvae of Cyphon sp. (Coleoptera, Helodidae) in ground water (англ.) // Aquatic Insects. — 1991. — Vol. 13, iss. 3. — P. 161–165. — ISSN 0165-0424. — doi:10.1080/01650429109361437.
- Klausnitzer B. u. all. Stresemann - Exkursionsfauna von Deutschland. Band 1: Wirbellose (ohne Insekten) (нем.). — Springer-Verlag, 2019. — 736 S. — ISBN 978-3-662-55354-1.
- Klausnitzer B. u. all. Stresemann - Exkursionsfauna von Deutschland, Band 2: Wirbellose: Insekten (нем.). — Springer-Verlag, 2011. — 975 S. — ISBN 978-3-8274-2452-5.
- Клауснитцер Б. Экология городской фауны / Пер. с нем. И. В. Орловой, И. М. Маровой; Предисл. Д. А. Криволуцкого. — М.: Мир, 1990. — 248 с. — ISBN 5-03-001383-0.